# Wercklea grandiflora
Wercklea grandiflora är en malvaväxtart som beskrevs av P.A. Fryxell. Wercklea grandiflora ingår i släktet Wercklea och familjen malvaväxter. Inga underarter finns listade i Catalogue of Life.